# Мачадо, Альберто
Альберто Мачадо (исп. Alberto Machado; 9 сентября 1990) — пуэрто-риканский боксёр. Чемпион мира во 2-й полулёгкой весовой категории (WBA, 2017—2019).

## Любительская карьера

### Чемпионат Пуэрто-Рико 2010
Выступал в весовой категории до 57 кг. В 1/8 финала победил Эдгара Лабоя. В четвертьфинале проиграл Анхелю Суаресу.

### Чемпионат Пуэрто-Рико 2011
Выступал в легчайшей весовой категории (до 56 кг). В финале проиграл Феликсу Вердехо.

## Профессиональная карьера
Дебютировал на профессиональном ринге 17 ноября 2012 года, одержав победу техническим нокаутом в 3-м раунде.

### Чемпионский бой сХесреэлем Корралесом
В сентябре 2017 года было объявлено, что 21 октября Мачадо встретится с чемпионом мира во 2-м полулёгком весе по версии WBA панамцем Хесреэлем Корралесом. 20 октября, на официальном взвешивании перед боем, Корралес не смог уложиться в лимит (130 фунтов). Панамец показал вес 134 фунта. Через 2 часа состоялось повторное взвешивание. На этот раз, чемпион весил 133,25 фунта. Титул WBA был объявлен вакантным и стоял на кону только для пуэрто-риканского спортсмена. Мачадо нокаутировал своего соперника в 8-м раунде. Поединок был очень близким и конкурентным. Более того, панамец лидировал на карточках всех трёх судей: 67-65 и 68-64 (дважды).
21 июля 2018 года победил по очкам ганца Рафаеля Менсу.
27 октября 2018 года нокаутировал в 1-м раунде американца Юандейла Эванса.
9 февраля 2019 года проиграл нокаутом в 4-м раунде американцу Эндрю Кансио и потерял титул.
21 июня 2019 года провёл матч-реванш с Кансио. Проиграл нокаутом в 3-м раунде.
В декабре 2021 года стал тренироваться у пуэрториканца Ивана Кальдерона.

## Статистика боёв
В таблице перечислены результаты всех поединков боксёров.
В каждой строке указан результат поединка. Дополнительно номер поединка обозначен цветом, который обозначает итог поединка. Расшифровка обозначений и цветов представлена в нижеследующей таблице.
| Пример | Расшифровка                     |
| ------ | ------------------------------- |
|        | Победа                          |
|        | Ничья                           |
|        | Поражение                       |
|        | Планируемый поединок            |
|        | Поединок признан несостоявшимся |
| КО     | Нокаут                          |
| ТКО    | Технический нокаут              |
| PTS    | Решение судей (по очкам)        |
| UD     | Единогласное решение судей      |
| MD     | Решение большинства судей       |
| SD     | Раздельное решение судей        |
| RTD    | Отказ от продолжения боя        |
| DQ     | Дисквалификация                 |
| NC     | Поединок признан несостоявшимся |

| Бой | Дата            | Соперник                       | Место проведения                                                   | Результат       | Примечание |
| --- | --------------- | ------------------------------ | ------------------------------------------------------------------ | --------------- | --- |
| 28  | 12 апреля 2025  | Лестер Лара (17-17-2)          | Polideportivo de Alajuela, Коста-Рика                              | KO1 (8), 1:41   | |
| 27  | 1 июня 2023     | Стив Клаггетт (34-7-2)         | Казино в Монреале, Монреаль, Квебек, Канада                        | TKO3 (10), 2:29 | Вакантный титул NABF FECARBOX в 1-м полусреднем весе. |
| 26  | 9 декабря 2022  | Хосе Ангуло (14-3)             | Coliseo Pedrin Zorrilla, Сан-Хуан, Пуэрто-Рико                     | TKO8 (10), 1:00 | Вакантный титул WBC FECARBOX в 1-м полусреднем весе. |
| 25  | 18 марта 2021   | Анхель Фьерро (17-1-1)         | Albergue Olímpico, Салинас, Пуэрто-Рико                            | KO6 (10), 0:47  | Вакантный титул WBO NABO в лёгком весе. Фьерро в нокдауне в 1-м и во 2-м раундах. Мачадо в нокдауне в 6-м раунде.                                                                       |
| 24  | 13 декабря 2019 | Луис Поросо (14-1)             | Fantasy Springs Casino, Индио, Калифорния, США                     | KO2 (10), 2:59  | |
| 23  | 21 июня 2019    | Эндрю Кансио (20-4-2)          | Fantasy Springs Casino, Индио, Калифорния, США                     | KO3 (12), 1:01  | Чемпион мира во 2-м полулёгком весе по версии WBA (1-я защита Кансио). |
| 22  | 9 февраля 2019  | Эндрю Кансио (19-4-2)          | Fantasy Springs Casino, Индио, Калифорния, США                     | KO4 (12), 2:16  | Потерял титул чемпиона мира во 2-м полулёгком весе по версии WBA (3-я защита Мачадо).                                                                                                   |
| 21  | 27 октября 2018 | Юандейл Эванс (20-1)           | Мэдисон Сквер Гарден, Нью-Йорк, штат Нью-Йорк, США                 | KO1 (12), 2:25  | Защитил титул чемпиона мира во 2-м полулёгком весе по версии WBA (2-я защита Мачадо). Эванс трижды в нокдауне в 1-м раунде.                                                             |
| 20  | 21 июля 2018    | Рафаель Менса (31-0)           | Hard Rock Hotel and Casino, Лас-Вегас, Невада, США                 | UD12 (12)       | Защитил титул чемпиона мира во 2-м полулёгком весе по версии WBA (1-я защита Мачадо). Менса в нокдауне в 1-м раунде. Счёт: 120-107 (трижды).                                            |
| 19  | 21 октября 2017 | Хесреэль Корралес (22-1-0)     | Turning Stone Resort & Casino, Верона, штат Нью-Йорк, США          | KO8 (12)        | Завоевал вакантный титул чемпиона мира во 2-м полулёгком весе по версии WBA. Мачадо в нокдауне в 5-м раунде.                                                                            |
| 18  | 18 августа 2017 | Карлос Моралес (16-1-3)        | Complejo Ferial, Понсе, Пуэрто-Рико                                | UD10 (10)       | Титул WBO NABO во 2-м полулёгком весе (1-я защита Мачадо). Титул WBA-NABA во 2-м полулёгком весе (2-я защита Моралеса). Моралес в нокдауне во 2-м раунде. Счёт: 98-91 и 99-90 (дважды). |
| 17  | 1 апреля 2017   | Хуан Хосе Мартинес (26-3-0)    | Complejo Ferial, Понсе, Пуэрто-Рико                                | TKO1 (10)       | Вакантный титул WBO NABO во 2-м полулёгком весе. |
| 16  | 10 декабря 2016 | Орландо Рисо (19-8-0)          | Coliseo Cosme Beitia Salamo, Катаньо, Пуэрто-Рико                  | KO2 (10)        | |
| 15  | 6 августа 2016  | Ярдли Армента Крус (18-5-0)    | Coliseo Cosme Beitia Salamo, Катаньо, Пуэрто-Рико                  | TKO2 (8)        | |
| 14  | 23 апреля 2016  | Мигель Анхель Мендоса (22-7-2) | Coliseo Roger L. Mendoza, Кагуас, Пуэрто-Рико                      | TKO1 (8)        | |
| 13  | 6 февраля 2016  | Хосе Луис Араиса (31-14-2)     | Coliseo Roger L. Mendoza, Кагуас, Пуэрто-Рико                      | KO1 (8)         | |
| 12  | 21 ноября 2015  | Тайрон Лаки (8-4-2)            | Mandalay Bay Hotel & Casino, Events Center, Лас-Вегас, Невада, США | TKO1 (4)        | |
| 11  | 27 июня 2015    | Альваро Ортис (8-2-1)          | Palacio de los Deportes, Маягуэс, Пуэрто-Рико                      | KO1 (8)         | Вакантный титул WBC Latino Silver во 2-м полулёгком весе. |
| 10  | 14 марта 2015   | Хеан Хавьер Сотело (19-14-2)   | Coliseo Roger L. Mendoza, Кагуас, Пуэрто-Рико                      | KO1 (8)         | Титул WBC United States (USNBC) во 2-м полулёгком весе (1-я защита Мачадо). |
| 9   | 1 ноября 2014   | Элвин Торрес (7-1-2)           | Coliseo Héctor Solá Bezares, Кагуас, Пуэрто-Рико                   | TKO2 (8)        | Вакантный титул WBC United States (USNBC) во 2-м полулёгком весе. Торрес в нокдауне во 2-м раунде.                                                                                      |
| 8   | 16 августа 2014 | Элиэзер Агосто (2-3-0)         | Coliseo Héctor Solá Bezares, Кагуас, Пуэрто-Рико                   | KO4 (6)         | |
| 7   | 19 апреля 2014  | Хесус Луле (6-8-0)             | Bahia Shrine Temple, Орландо, Флорида, США                         | KO2 (6)         | |
| 6   | 25 января 2014  | Нуван Жаякоди (2-3-1)          | Madison Square Garden Theater, Нью-Йорк, штат Нью-Йорк, США        | TKO2 (6)        | |
| 5   | 26 октября 2013 | Хесус Дель Валье (0-6-0)       | Coliseo Rafael G Amalbert, Хункос, Пуэрто-Рико                     | UD4 (4)         | Счёт: 39-37 и 40-36 (дважды). |
| 4   | 8 августа 2013  | Эндрю Морено (0-2-0)           | Frontier Field, Рочестер, Нью-Йорк, США                            | KO1 (4)         | |
| 3   | 27 апреля 2013  | Луис Кесада (1-3-0)            | Coliseo Roger L. Mendoza, Кагуас, Пуэрто-Рико                      | UD4 (4)         | Кесада в нокдауне в 1-м раунде. Счёт: 40-35 (все). |
| 2   | 23 февраля 2013 | Эфрейн Сальгадо (дебют)        | Coliseo Cosme Beitia Salamo, Катаньо, Пуэрто-Рико                  | TKO1 (4)        | |
| 1   | 17 ноября 2012  | Алекс Назарио (дебют)          | Coliseo Roger L. Mendoza, Кагуас, Пуэрто-Рико                      | TKO3 (4)        | |
| Бой | Дата            | Соперник                       | Место проведения                                                   | Результат       | Примечание |

## Титулы и достижения

### Любительские
- 2011.  Серебряный призёр чемпионата Пуэрто-Рико в легчайшем весе (до 56 кг).

### Профессиональные

#### Региональные и второстепенные
- Титул WBC United States (USNBC) во 2-м полулёгком весе (2014—2015).
- Титул WBC Latino Silver во 2-м полулёгком весе (2015).
- Титул WBO NABO во 2-м полулёгком весе (2017).
- Титул WBA-NABA во 2-м полулёгком весе (2017).
- Титул WBC FECARBOX в 1-м полусреднем весе (2022—н. в.).

#### Мировые
- Чемпион мира во 2-м полулёгком весе по версии WBA (2017—2019).